# Кристина Елеанора фон Щолберг-Гедерн
Кристина Елеанора фон Щолберг-Гедерн (на немски: Christine Eleanore zu Stolberg-Gedern; * 12 септември 1692, Гедерн; † 30 януари 1745, Бюдинген) е графиня от Щолберг-Гедерн и чрез женитба графиня на Изенбург-Бюдинген-Бюдинген.

## Произход
Тя е дъщеря на граф Лудвиг Кристиан фон Щолберг-Гедерн (1652 – 1710) и втората му съпруга херцогиня Кристина фон Мекленбург-Гюстров (1663 – 1749), дъщеря на херцог Густав Адолф фон Мекленбург-Гюстров и съпругата му Магдалена Сибила фон Шлезвиг-Холщайн-Готорп.

## Фамилия
Кристина Елеанора се омъжва на 8 август 1708 г. в Гедерн за граф Ернст Казимир I фон Изенбург-Бюдинген-Бюдинген (1687 – 1749). Те имат децата:
- Магдалена Луиза Кристина (1709 – 1711)
- Лудвиг Казимир (1710 – 1775), граф на Изенбург-Бюдинген-Бюдинген, женен на 24 септември 1768 г. за графиня Августа Фридерика фон Щолберг-Вернигероде (1743 – 1783), дъщеря на граф Хайнрих Ернст II фон Щолберг-Вернигероде
- Георг Август (1713 – 1713)
- Густав Фридрих (1715 – 1768), женен I. на 21 ноември 1749 г. за графиня Доротея Бенедикта фон Ревентлов (1734 – 1766), II. на 5 декември 1767 г. за Августа Фридерика фон Щолберг-Вернигероде (1743 – 1783), дъщеря на граф Хайнрих Ернст II фон Щолберг-Вернигероде
- Ернст Дитрих (1717 – 1758), принц фон Изенбург-Бюдинген-Бюдинген, женен на 15 август 1752 г. за принцеса Доротея Вилхелмина фон Изенбург-Бирщайн (1723 – 1777), дъщеря на княз Волфганг Ернст I фон Изенбург-Бюдинген (син на граф Вилхелм Мориц фон Изенбург-Бирщайн)
- Карл Кристиан (1720 – 1720)
- Августа Каролина (1722 – 1758), омъжена на 6 юли 1750 г. за граф Фердинанд Казимир I фон Изенбург-Бюдинген-Вехтерсбах (1716 – 1778), внук на граф Фердинанд Максимилиан I фон Изенбург-Бюдинген